# Christian Kalvenes
Christian Kalvenes (ur. 8 marca 1977 w Bergen) – norweski piłkarz występujący na pozycji obrońcy.

## Kariera
Kalvenes zawodową karierę rozpoczynał w pierwszoligowym SK Brann. W lidze norweskiej zadebiutował 28 maja 1995 w zremisowanym 1:1 meczu z Hamarkameratene. Było to jednak jedyne ligowe spotkanie dla Brann. W sezonie 1997 wywalczył z nim wicemistrzostwo Norwegii. Potem odszedł do drugoligowego Åsane Fotball. W tym klubie spędził trzy lata. W 2000 roku przeszedł do innego drugoligowca – Sogndal Fotball. W pierwszym sezonie awansował z klubem do ekstraklasy. Grał w nim do końca sezonu 2003. W 2004 roku przeszedł do SK Brann, którego zawodnikiem był już niegdyś. W sezonie 2004 z powodu kontuzji w lidze nie zagrał ani razu. W drużynie z Bergen występował do sierpnia 2006. Wówczas odszedł do szkockiego Dundee United.
W nowym klubie zadebiutował 5 sierpnia 2006 w zremisowanym 2:2 meczu Scottish Premier League z Rangers. W tamtym spotkaniu strzelił także gola. W sezonie 2007/2008 wystąpił z Dundee w finale Pucharu Ligi Szkockiej, ale jego przegrał tam po rzutach karnych z Rangers. W Dundee Kalvenes grał przez dwa lata. W sumie rozegrał tam 48 ligowych spotkań i zdobył 2 bramki.
26 czerwca 2008 na zasadzie wolnego transferu przeszedł do Burnley grającego w Football League Championship. W barwach Burnley zadebiutował 12 sierpnia 2008 w wygranym 2:0 meczu Pucharu Anglii z Bury. W sezonie 2008/2009 zajął z klubem 5. miejsce w lidze i po barażach awansował z nim do Premier League. W 2010 roku po spadku Burnley z Premier League wrócił do Norwegii i przeszedł do SK Brann.